# Otto Zink
Otto Zink (ur. 1891, zm. ?) – zbrodniarz nazistowski, członek załogi niemieckiego obozu koncentracyjnego Mauthausen-Gusen i SS-Oberscharführer.

## Życiorys
Z zawodu drukarz. Członek NSDAP i Waffen-SS. Od 22 sierpnia 1942 do 5 maja 1945 pełnił służbę w kompleksie Mauthausen, zarówno w obozie głównym, jak i w podobozach. W podobozie Linz III pełnił funkcję Blockführera i kierownika kantyny SS. Po zakończeniu wojny Zink zasiadł na ławie oskarżonych w procesie załogi Mauthausen-Gusen (US vs. Hans Bergerhoff i inni), który toczył się przed amerykańskim Trybunałem Wojskowym w Dachau. 23 czerwca 1947 został on skazany na karę 10 lat pozbawienia wolności. Jak ustalił trybunał, oskarżony bił więźniów kijem, na skutek czego przynajmniej dwóch z nich poniosło poważny uszczerbek na zdrowiu. W wyniku rewizji wyroku 26 lutego 1948 karę zmniejszono do 4 lat pozbawienia wolności uznając, iż wymierzono uprzednio kara jest zbyt surowa.